# Falcimala ochrealis
Falcimala ochrealis är en fjärilsart som beskrevs av George Francis Hampson. Falcimala ochrealis ingår i släktet Falcimala och familjen nattflyn. Inga underarter finns listade i Catalogue of Life.